# Ігнаций Жецький
Іграций Жецький (пол. Ignacy Rzecki) — персонаж повісті «Лялька» авторства Болеслава Пруса.

## Характеристика
Вихований у патріотичному дусі, учасник угорського повстання 1848 року де боровся «за свободу вашу і нашу». Був людиною тогочасного старого покоління: прибічник бонапартизму і романтик. Вірить що тільки війна принесе Польщі незалежність.
Працював у магазині Мінцеля, пізніше Вокульського. Найкращий друг Вокульського. Працює з великою віддачею, при цьому є дуже скромним і відданим своєму ремеслу. Після продажу магазину євреям його спихають на другий план і увесь час контролюють. Не може погодитися з тим, що його життєві ідеали рухнули. Був старим ідеалістом який не хотів пристосовуватися до часів у яких жив.

## На екрані
- Тадеуш Фієвський — фільм (1968)
- Броніслав Павлик — серіал (1977)

## Прототип Жецького
- Болеслав Морскі